# Waleffe-arrest
Het Waleffe-arrest van 20 april 1950 is een uitspraak waarmee het Hof van Cassatie het principe van de grondwetsconforme interpretatie ingang deed vinden in België. Wetten die voor verschillende uitleg vatbaar waren, werden voortaan onweerlegbaar vermoed in overeenstemming te zijn met de Grondwet. Het vertrouwen dat de wetgever geen ongrondwettige wetten kon maken, kreeg daarmee voorrang op alle andere interpretatiewijzen. Onrechtstreeks hield dit leerstuk een rechterlijke toetsing in, waardoor de traditionele onschendbaarheid van de formele wet werd afgezwakt.

## Casus
Met de Wet van 17 mei 1933, een bijzonderemachtenwet, gaf de wetgever de Koning (in feite de regering) de macht om wetten betreffende bezoldigingen, subsidies, vergoedingen en toelagen van alle aard ten laste van de staat te wijzigen of aan te vullen. De Koning kon daardoor dus beslissen ergens geen geld uit te geven.
Men probeerde de overheidsfinanciën in evenwicht te brengen. Met het koninklijk besluit van 31 mei 1933 werden de pensioenen van ambtenaren en magistraten verminderd. Sommige magistraten kregen een dubbel pensioen. Zo ook Fernand Waleffe, naar wie het arrest vernoemd is. Hij was koloniaal ambtenaar geweest en voorzitter van het Hof van Cassatie. Hij cumuleerde daarom een ambtenarenpensioen en een magistratenpensioen. Daarmee wilde het KB komaf maken. Het zorgde ervoor dat het bedrag van het ambtenarenpensioen in mindering werd gebracht op het magistratenpensioen. Zijn ambtenarenpensioen werd dan aangevuld met geld voor magistratenpensioenen tot het bedrag van een magistratenpensioen. Op die manier ontving hij dus alleen het bedrag gelijk aan het magistratenpensioen. Omdat Waleffe een volledig magistratenpensioen wilde bovenop zijn ambtenarenpensioen, startte hij een zaak die uiteindelijk voor het Hof van Cassatie kwam. Het eerste lid van het toenmalige art. 100 van de Grondwet luidde immers als volgt: "De rechters worden voor hun leven aangesteld." Daaruit leidde men af dat magistraten ook levenslang betaald moesten worden als magistraat en dat een vermindering van hun pensioen strijdig zou zijn met de Grondwet.
Het KB was gebaseerd op de Wet van 17 mei 1933. Het Hof mocht geen wetten toetsen aan de Grondwet. Het mocht wel oordelen over de eventuele strijdigheid van besluiten met wetten. Om die beoordeling te maken, interpreteerde het Hof de wet; er waren namelijk twee interpretaties mogelijk. In de ene interpretatie vielen magistratenpensioenen onder de wet en mocht het KB wijzigingen toebrengen aan de pensioenen van magistraten. In de andere interpretatie vielen ze niet onder de wet en was het KB dus strijdig met de wet. Het Hof heeft de volgende interpretatieregel: wanneer een wet voor meer interpretaties vatbaar is, moet de rechter de voorkeur geven aan de grondwetsconforme interpretatie. De rechter moet er dus van uitgaan dat de wetgever de Grondwet niet heeft willen schenden. Het arrest geeft dit summier weer als volgt:
Overwegende dat, alhoewel de bewoordingen van die wet algemeen zijn en geen beperkende interpretatie dulden, het nochtans vaststaat dat de opstellers er van aan de regering de macht niet hebben willen geven maatregelen te treffen in schending met de Grondwet.
Het Hof oordeelde in casu dat het KB strijdig was met de grondwettig geïnterpreteerde wet. Door er vanuit te gaan dat de wet de Grondwet niet schond en de wet dus te interpreteren zodat die het toenmalig art. 100 van de Grondwet niet schond en niet toeliet de magistratenpensioenen bij KB te wijzigen, werd het KB strijdig bevonden met de wet en werd bijgevolg het bestreden arrest, dat de korting van Waleffes emeritaatspensioen toeliet, verbroken.

## Gevolg
Dit principearrest zorgt ervoor dat alle rechtscolleges zich aan de regel van de grondwetsconforme interpretatie moeten houden. Ook het Grondwettelijk Hof, dat later werd opgericht, past die regel toe. Vooraleer het bekijkt of het een wet moet vernietigen, gaat het na of er geen leeswijze is waardoor de wet grondwetsconform wordt.
Door te oordelen dat rechters op zoek moeten gaan naar een interpretatie van een wet die ervoor zorgt dat de wet grondwettig is, bevestigde het Hof van Cassatie het vertrouwen in de wetgever. Er werd dus vermoed dat een wet grondwettig was, er werd uitgegaan van de idee dat de wetgever de Grondwet niet kon schenden.